# Rodrigues Neto
José Rodrigues Neto, ou simplesmente Rodrigues Neto (Galileia, 6 de dezembro de 1949 — Rio de Janeiro, 29 de abril de 2019), foi um futebolista brasileiro que atuou como lateral-esquerdo.
Fez fama atuando pelo Flamengo, clube que defendeu em 439 jogos, sendo o 13º jogador que mais vestiu a camisa deste time.

## Carreira
Revelado pelo Vitória do Espírito Santo, Rodrigues Neto destacou-se no futebol carioca. Pelo Flamengo, clube onde atuou entre 1967 e 1975, o lateral fez 435 partidas, com 211 vitórias, 122 empates e mais 102 derrotas. Fez também 29 gols com a camisa do rubro-negro. Rodrigues Neto foi campeão carioca de 1972 e 1974.
Embora baixo, Rodrigues Neto era um jogador extremamente viril, muito respeitado por seus adversários e com um chute muito potente.
Após deixar o Flamengo, foi para o Fluminense, onde participou do elenco que ficou conhecido como "máquina" tricolor, ao lado de Carlos Alberto Torres, Rivellino e Paulo César Caju. Neste time, venceu o Campeonato Carioca, Torneio de Paris de 1976, além do Torneio Viña del Mar do mesmo ano. No carioca daquele ano, atuou em 65 partidas, com 38 vitórias, 16 empates e 11 derrotas, marcando um gol. Ao deixar o tricolor carioca, defendeu o Botafogo e suas atuações pelo alvinegro renderam-lhe uma convocação para a Copa do Mundo de 1978, aonde fez 4 jogos com a camisa do Brasil.
O lateral-esquerdo jogou ainda por Boca Juniors e Ferro Carril Oeste da Argentina. Voltando ao Brasil, atuou pelo Internacional e São Cristóvão. Antes de se aposentar, ele ainda atuou no futebol de Hong Kong.
Em 1990, 5 anos após ter se aposentado, voltou aos gramados para fazer sua última partida como profissional, defendendo as cores do Flamengo, em uma partida amistosa.

## Morte
Rodrigues Neto faleceu em 29 de abril de 2019, aos 69 anos de idade, em decorrências da diabetes que ocasionou um trombose.

## Títulos
Vitória-ES
- Torneio Início: 1966

Flamengo
- Campeonato Carioca: 1972, 1974
- Taça Guanabara: 1970, 1972 e 1973
- Torneio Quadrangular do Marrocos: 1968
- Troféu Rastelo: 1968
- Torneio Internacional de Verão do Rio de Janeiro: 1970 e 1972
- Troféu General Mendes de Morais: 1970
- Troféu Pedro Pedrossian: 1971
- Torneio do Povo: 1972
- Taça Cidade do Rio de Janeiro: 1973
- Taça Rede Tupi de TV: 1973
- Taça Doutor Manoel dos Reis e Silva: 1974
- Taça Associação dos Servidores Civis do Brasil: 1974
- Taça João Havelange: 1975
- Torneio Quadrangular de Jundiaí: 1975
- Torneio Quadrangular de Goiás: 1975
- Taça José João Altafini "Mazolla": 1975

Fluminense
- Campeonato Carioca: 1976
- Taça Amadeu Rodrigues Sequeira (3º Turno do Campeonato Carioca): 1976
- Torneio Viña del Mar:1976
- Torneio de Paris: 1976
- Troféu Teresa Herrera: 1977

Botafogo
- Torneio Início: 1977

Internacional
- Campeonato Gaúcho: 1981

Seleção Brasileira
- Taça Independência: 1972